# Ćuprija
Ćuprija (serbocroata cirílico: Ћуприја, pronunciado en portugués y español: Chupria) es un municipio y villa de Serbia perteneciente al distrito de Pomoravlje del centro-este del país.
En 2011 tiene 33 356 habitantes, de los cuales 22 302 viven en la villa y el resto en las 16 pedanías del municipio. La mayoría de la población se compone étnicamente de serbios (28 268 habitantes).
Se ubica unos 10 km al sureste de Jagodina.

## Pedanías
Junto con Ćuprija, pertenecen al municipio las siguientes pedanías:
- Batinac
- Bigrenica
- Dobričevo
- Dvorica
- Isakovo
- Ivankovac
- Jovac
- Kovanica
- Krušar
- Mijatovac
- Ostrikovac
- Paljane
- Senje
- Supska
- Virine
- Vlaška

## Clima
| Parámetros climáticos promedio de Ćuprija (1981–2010, extremos 1961–2010) | Parámetros climáticos promedio de Ćuprija (1981–2010, extremos 1961–2010) | Parámetros climáticos promedio de Ćuprija (1981–2010, extremos 1961–2010) | Parámetros climáticos promedio de Ćuprija (1981–2010, extremos 1961–2010) | Parámetros climáticos promedio de Ćuprija (1981–2010, extremos 1961–2010) | Parámetros climáticos promedio de Ćuprija (1981–2010, extremos 1961–2010) | Parámetros climáticos promedio de Ćuprija (1981–2010, extremos 1961–2010) | Parámetros climáticos promedio de Ćuprija (1981–2010, extremos 1961–2010) | Parámetros climáticos promedio de Ćuprija (1981–2010, extremos 1961–2010) | Parámetros climáticos promedio de Ćuprija (1981–2010, extremos 1961–2010) | Parámetros climáticos promedio de Ćuprija (1981–2010, extremos 1961–2010) | Parámetros climáticos promedio de Ćuprija (1981–2010, extremos 1961–2010) | Parámetros climáticos promedio de Ćuprija (1981–2010, extremos 1961–2010) | Parámetros climáticos promedio de Ćuprija (1981–2010, extremos 1961–2010) |
| Mes                                                                       | Ene.                                                                      | Feb.                                                                      | Mar.                                                                      | Abr.                                                                      | May.                                                                      | Jun.                                                                      | Jul.                                                                      | Ago.                                                                      | Sep.                                                                      | Oct.                                                                      | Nov.                                                                      | Dic.                                                                      | Anual                                                                     |
| ------------------------------------------------------------------------- | ------------------------------------------------------------------------- | ------------------------------------------------------------------------- | ------------------------------------------------------------------------- | ------------------------------------------------------------------------- | ------------------------------------------------------------------------- | ------------------------------------------------------------------------- | ------------------------------------------------------------------------- | ------------------------------------------------------------------------- | ------------------------------------------------------------------------- | ------------------------------------------------------------------------- | ------------------------------------------------------------------------- | ------------------------------------------------------------------------- | ------------------------------------------------------------------------- |
| Temp. máx. abs. (°C)                                                      | 20.6                                                                      | 23.8                                                                      | 29.0                                                                      | 33.0                                                                      | 35.4                                                                      | 40.1                                                                      | 44.6                                                                      | 42.7                                                                      | 38.0                                                                      | 32.7                                                                      | 28.0                                                                      | 21.4                                                                      | 44.6                                                                      |
| Temp. máx. media (°C)                                                     | 4.4                                                                       | 6.9                                                                       | 12.5                                                                      | 18.3                                                                      | 23.6                                                                      | 26.7                                                                      | 29.2                                                                      | 29.5                                                                      | 24.4                                                                      | 18.4                                                                      | 11.1                                                                      | 5.5                                                                       | 17.5                                                                      |
| Temp. media (°C)                                                          | 0.2                                                                       | 1.6                                                                       | 6.1                                                                       | 11.5                                                                      | 16.7                                                                      | 19.7                                                                      | 21.5                                                                      | 21.3                                                                      | 16.5                                                                      | 11.4                                                                      | 5.8                                                                       | 1.5                                                                       | 11.1                                                                      |
| Temp. mín. media (°C)                                                     | -3.3                                                                      | -2.8                                                                      | 0.7                                                                       | 5.1                                                                       | 9.7                                                                       | 12.6                                                                      | 14.1                                                                      | 13.9                                                                      | 10.2                                                                      | 6.1                                                                       | 1.7                                                                       | -1.9                                                                      | 5.5                                                                       |
| Temp. mín. abs. (°C)                                                      | -27.1                                                                     | -25.8                                                                     | -17.3                                                                     | -8.1                                                                      | -3.2                                                                      | 1.0                                                                       | 4.1                                                                       | 3.6                                                                       | -3.3                                                                      | -8.0                                                                      | -18.6                                                                     | -20.8                                                                     | -27.1                                                                     |
| Precipitación total (mm)                                                  | 46.1                                                                      | 45.4                                                                      | 45.1                                                                      | 60.6                                                                      | 64.1                                                                      | 80.2                                                                      | 57.0                                                                      | 46.6                                                                      | 52.2                                                                      | 50.6                                                                      | 53.8                                                                      | 56.5                                                                      | 658.2                                                                     |
| Días de precipitaciones (≥ 0.1 mm)                                        | 15                                                                        | 13                                                                        | 12                                                                        | 14                                                                        | 13                                                                        | 12                                                                        | 10                                                                        | 8                                                                         | 10                                                                        | 10                                                                        | 12                                                                        | 16                                                                        | 146                                                                       |
| Días de nevadas (≥ 1 mm)                                                  | 9                                                                         | 8                                                                         | 4                                                                         | 1                                                                         | 0                                                                         | 0                                                                         | 0                                                                         | 0                                                                         | 0                                                                         | 0                                                                         | 3                                                                         | 8                                                                         | 33                                                                        |
| Horas de sol                                                              | 68.9                                                                      | 94.0                                                                      | 146.6                                                                     | 180.8                                                                     | 235.7                                                                     | 261.0                                                                     | 297.1                                                                     | 282.9                                                                     | 205.5                                                                     | 154.6                                                                     | 92.8                                                                      | 58.2                                                                      | 2078.1                                                                    |
| Humedad relativa (%)                                                      | 82                                                                        | 77                                                                        | 71                                                                        | 68                                                                        | 69                                                                        | 70                                                                        | 68                                                                        | 67                                                                        | 73                                                                        | 77                                                                        | 79                                                                        | 83                                                                        | 74                                                                        |
| Fuente: Republic Hydrometeorological Service of Serbia                    |                                                                           |                                                                           |                                                                           |                                                                           |                                                                           |                                                                           |                                                                           |                                                                           |                                                                           |                                                                           |                                                                           |                                                                           |                                                                           |

## Ciudadanos destacados
- Vera Nikolić, fue una atleta campeona de Europa.